# Вигарано Пјеве (Ферара)
Вигарано Пјеве (итал. Vigarano Pieve) је насеље у Италији у округу Ферара, региону Емилија-Ромања.
Према процени из 2011. у насељу је живело 1988 становника. Насеље се налази на надморској висини од 13 м.